# 四籽树科
四籽树科又名四裂木科或四出花科，共有2属4种，生长在东南亚和南美洲的委内瑞拉南部。
本科植物为乔木或灌木，单叶互生，革质，无托叶；乔木种类的木材名贵。

## 属
- Tetramerista – 生长在东南亚，木材俗称柚木或富贵木
- Pentamerista – 生长在委内瑞拉

1981年的克朗奎斯特分类法将其列在山茶科中，1998年根据基因亲缘关系分类的APG 分类法认为应该单独分出一个科，2003年经过修订的APG II 分类法认为可以选择性地与假红树科合并，但2007年5月7日新修订的版本将假红树属列入本科。